# Ormyrus silvae
Ormyrus silvae is een vliesvleugelig insect uit de familie Ormyridae. De wetenschappelijke naam is voor het eerst geldig gepubliceerd in 1925 door Girault.